# Bulbul montagnard
Arizelocichla milanjensis
Espèce
Statut de conservation UICN

 NT  : Quasi menacé
Synonymes
- Andropadus milanjensis (désuet)

Le Bulbul montagnard (Arizelocichla milanjensis) est une espèce de passereaux de la famille des Pycnonotidae.

## Répartition
Cet oiseau peuple l'est du Zimbabwe et l'ouest du Mozambique.

## Habitat
Son habitat naturel est les forêts subtropicales ou tropicales des montagnes humides.

## Systématique
La sous-espèce Andropadus milanjensis olivaceiceps est considérée par certains ornithologistes comme une espèce à part entière.